# 綽奇
綽奇（穆麟德轉寫：coki），滿洲鑲白旗人，清朝官员、清朝工部尚書。
1711年擔任福建巡撫，主要從事福建之軍政事務，品等約為二品。曾任甘肅巡撫。雍正二年十月己丑，接替孫渣濟，擔任工部尚書，后革。由夸岱接任。

## 备注
1. ↑  满语中，“绰奇”意为“突出的前额”，即民间所说“锛儿头”[1]:145。